# Цихостув
Цихостув (пол. Cichostów) — село в Польщі, у гміні Мілянув Парчівського повіту Люблінського воєводства. Населення — 297 осіб (2011).

## Історія
У часи входження до складу Російської імперії належало до Радинського повіту Сідлецької губернії.
За даними етнографічної експедиції 1869—1870 років під керівництвом Павла Чубинського, у селі переважно проживали польськомовні римо-католики, меншою мірою — греко-католики, які також розмовляли польською.
У 1975—1998 роках село належало до Білопідляського воєводства.

## Демографія
Демографічна структура станом на 31 березня 2011 року:
|          | Загалом | Допрацездатний вік | Працездатний вік | Постпрацездатний вік |
| -------- | ------- | ------------------ | ---------------- | -------------------- |
| Чоловіки | 148     | 28                 | 100              | 20                   |
| Жінки    | 149     | 31                 | 77               | 41                   |
| Разом    | 297     | 59                 | 177              | 61                   |